# Anularni pankreas
Anularni pankreas (AP) je poremećaj u kome postoji kompletna, duž cele cirkumference, obuhvaćenost druge porcije dvanaestopalačnog creva jednom prstenastom trakom pankreasnog tkiva što može biti uzrok parcijalne ili kompletne opstrukcije dvanaestopalačnog creva.

## Epidemiologija
Incidenca ove anomalije pankreasa je 1:20.000 i čini 8-21% svih opstrukcija dvanaestopalačnog creva kod novorođenčadi. 
Oko 11-16% pacijenata sa ovom anomalijom imaju i Daunov sindrom.

## Etiologija
Tačna etiologija anularnog pankreasa je ostala do danas nepoznata. AP je često udružen sa drugim kongenitalnim anomalijama, kao što su:
- intestinalne atrezije,
- malrotacije,
- traheo-ezofagealne fistule,
- srčane mane.

Iako su većina slučajeva sporadični, neki podaci ukazuju na postojanje familijalnog oblika bolesti. Tako bi uzrok mogao biti monogenski defekt koji još uvek nije otkriven. 

## Klinička slika
Klinički simptomi se mogu javiti u bilo kom životnom dobu ali su najčešći u prvoj godini života, mada su prisutni čak i u prenatalnom periodu u vidu polihidramniona koji se može videti na fetalnoj ultrasonografiji. 
Pacijenti kod kojih anularni pankreas postaje klinički manifestan kasnije tokom života najčešće imaju;
- uporna povraćanja,
- hroničnu distenziju želuca,
- bol kao posledicu blagog pankreatitisa,
- peptičke ulkuse.

## Dijagnoza
U novorođenčadi dijagnoza se često postavlja abdominalnim ultrazvukom ili „double-bubble“ znakom na nativnom rendgenu abdomena u stojećem položaju.  
Kompjuterizovana tomografija (KT) i endoskopska retrogardna holangiopankreatografija (ERCP) mogu biti od pomoći u postavljaju dijagnoze.

## Diferencijalna dijagnoza
Diferencijalna dijagnoza treba da uključi: 
- atreziju dvanaestopalačnog creva
- crevni volvulus.

## Terapija
Hirurško lečenje sastoji se u kreiranju duodenoduodenostomije sa odličnim dugoročnim rezultatima. Presecanje prstena se ne preporučuje zbog rizika od postoperativnih komplikacija kao što su pankreatitis, fistula i kasna fibroza.

## Prognoza
Kod operisanih pacijenata ishod je najčešće dobar . Odrasli sa anularnim pankreasom imaju povećan rizik od raka pankreasa ili bilijarnog trakta.

## Kimplikacije
Moguće komplikacije anularnog pankreasa su:
- opstruktivna žutica

- rak pankreasa

- pankreatitis (zapaljenje pankreasa)

- peptički ulkus

- perforacija creva zbog opstrukcija

- peritonitis

## Spoljašnje veze
|  | Molimo Vas, obratite pažnju na važno upozorenje u vezi sa temama iz oblasti medicine (zdravlja). |